# 沙丘
沙丘（英語：Dune）是由風或水驅動的沙子組成的地形。它通常以矮丘、山脊或小山的形式呈現。 具有沙丘的區域稱為沙丘系統（英語：dune system）或沙丘複合體（英語：dune complex）。大型沙丘複合體被稱為dune field，而覆蓋著風吹沙或沙丘，且幾乎沒有植被的寬闊平坦區域，被稱為沙漠或沙海（英語：sand sea）。沙丘有不同的形狀和大小，但大多類型的沙丘在沙子被推上沙丘的一側較長，在背風側有較短的滑面（英語：slip face）。沙丘之間的山谷或槽，被稱為dune slack。
沙丘在荒漠環境中最常見，那裡缺乏水分而阻礙植被的生長，否則植被會干擾沙丘的發育。然而，沙子沉積並不限於荒漠，沙丘也存在於沿海地區、半乾旱氣候下的溪流沿岸、冰川沖刷地區，以及其他膠結不良的砂岩基岩崩解產生充足鬆散沙子的地區。 水下沙丘（英語：Subaqueous dune）可能經由水流（河流作用）對河流、河口灣和海床的沙子或礫石床的作用而形成。
一些沿海地區有一組或多組沙丘，與海灘直接內陸的海岸線平行。在大多情況下，沙丘對於保護土地免受海上風暴的潛在破壞非常重要。 有時，建造人工沙丘是為了保護海岸地區。

## 圖片集

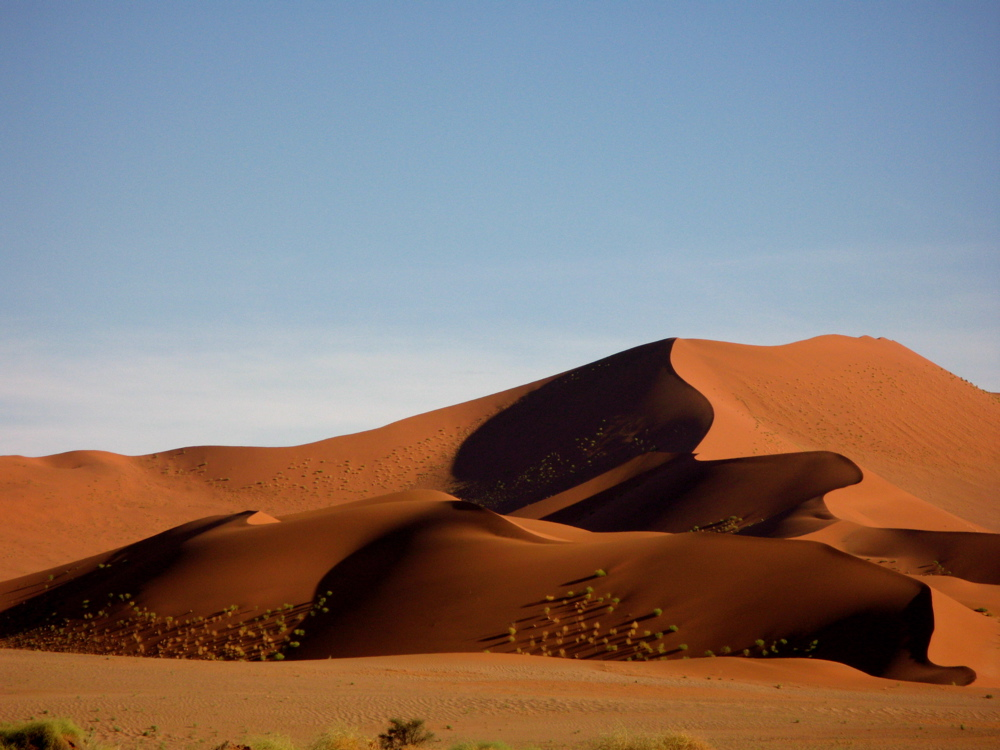
一座位在納米比亞的沙丘
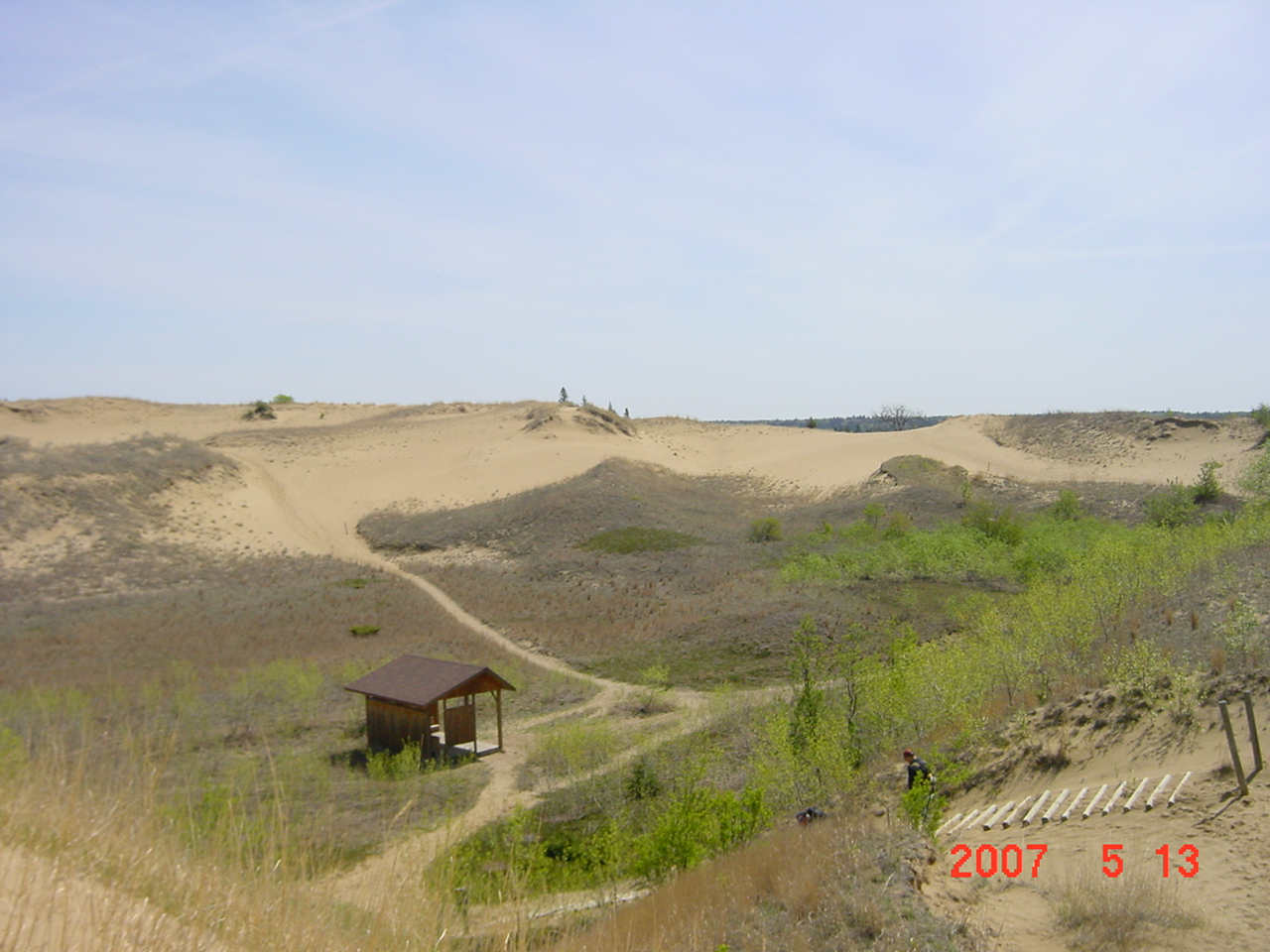
沙丘
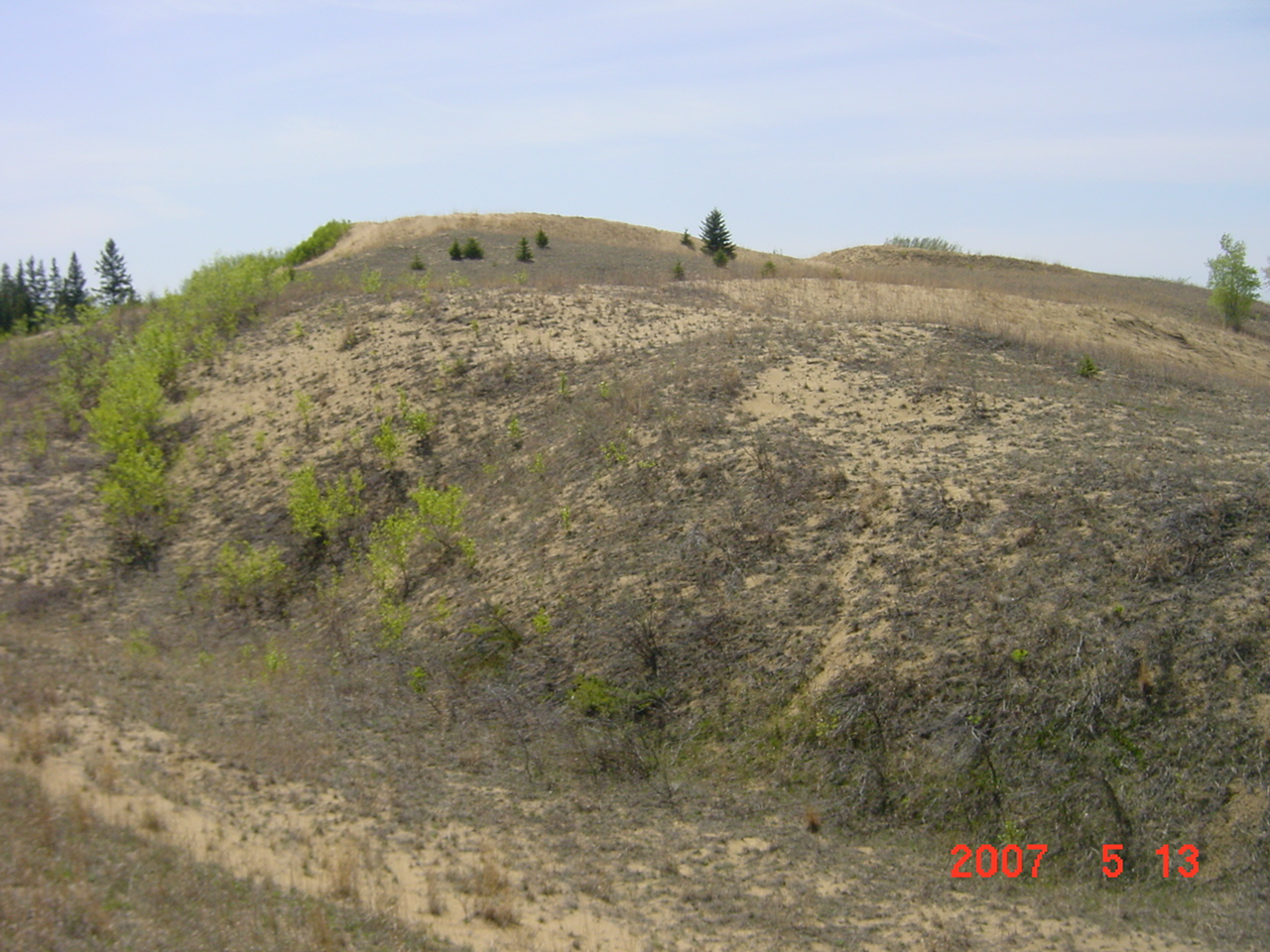
沙丘
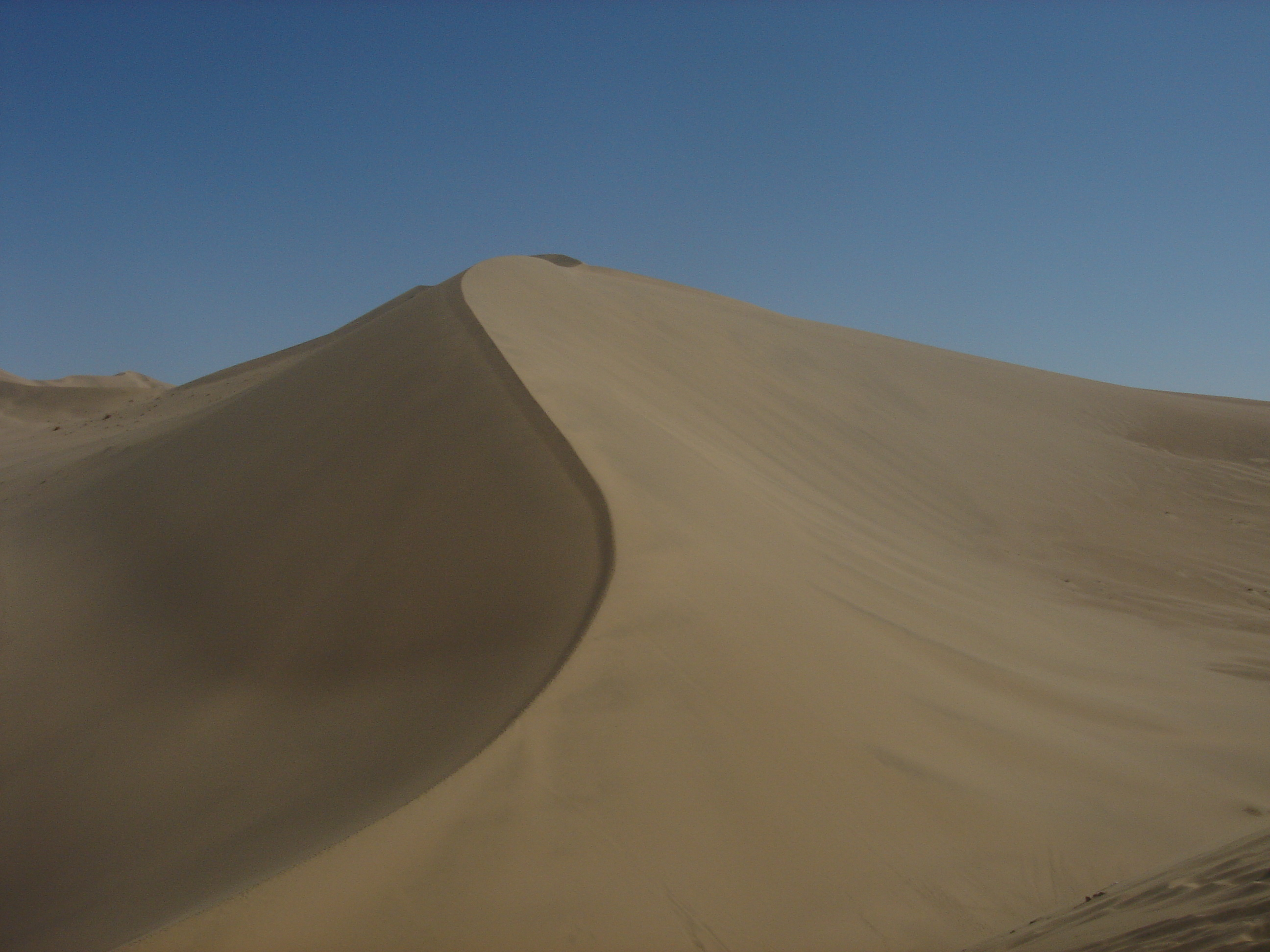
敦煌鸣沙山是一座固定的沙丘
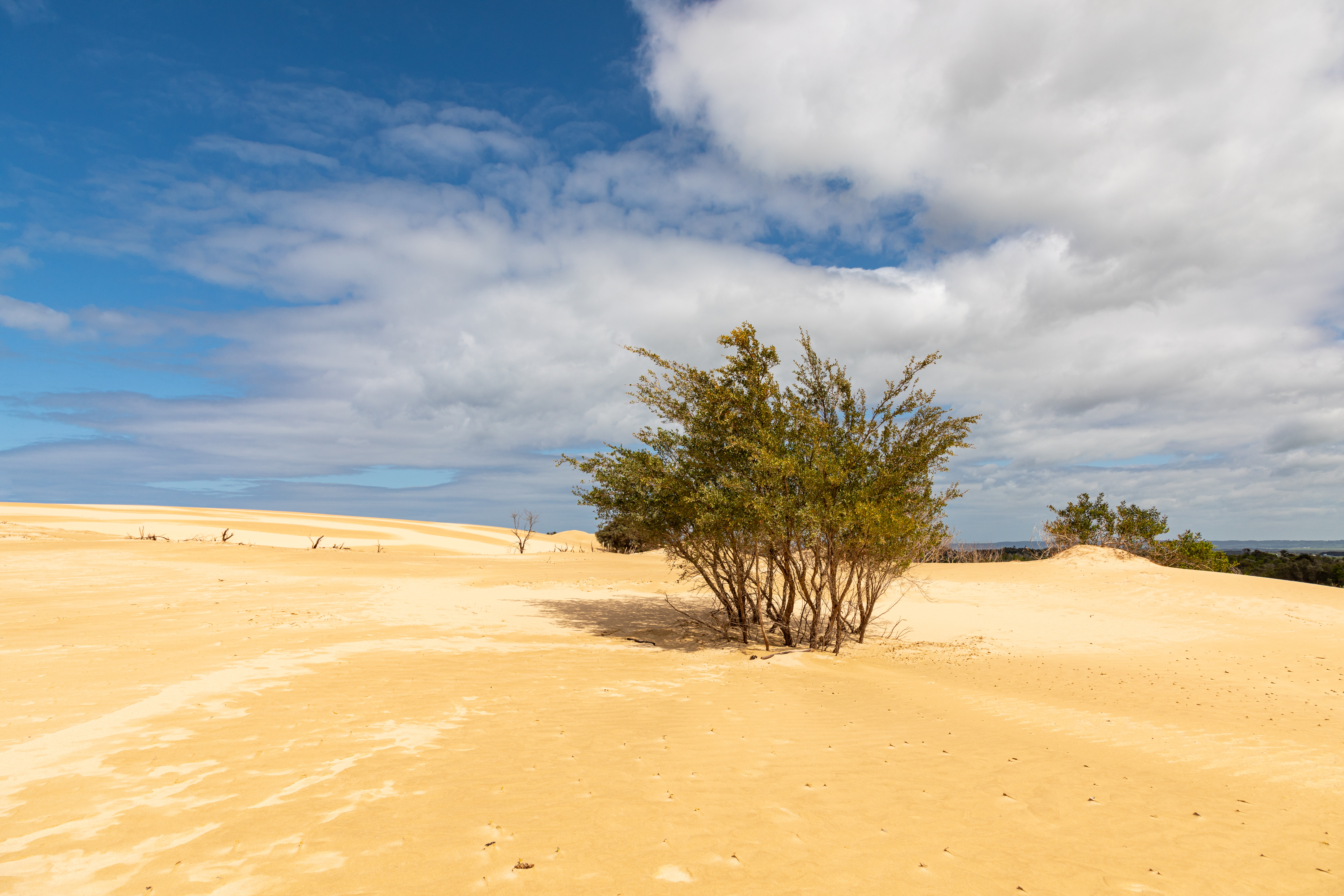
维多利亚州威尔逊岬国家公园的大沙丘（Big Drift）
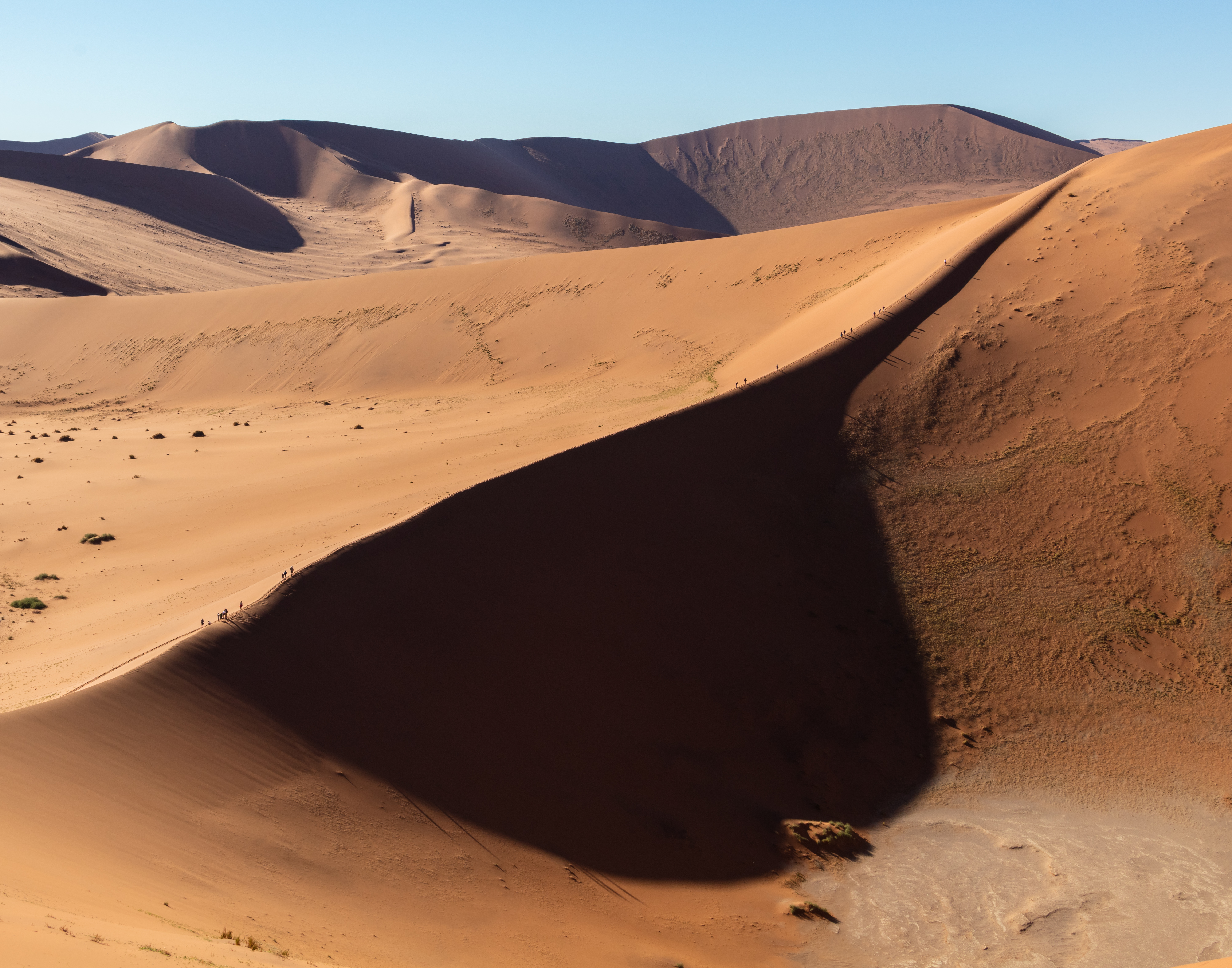
纳米比亚索苏斯盐沼的沙丘及影子